# 結城令聞
結城令聞（1902年4月2日—1992年8月28日），生於日本兵庫縣姬路市，佛教學者，為東京大學名譽教授。

## 生平
結城令聞生於淨土真宗寺院家庭，家中屬於淨土真宗本願寺派。
1927年，畢業於東京帝國大學文學部印度哲學科。1949年，以世親的唯識思想為主題，取得東京大學文學博士。
1960年，擔任東京大學東洋文化研究所所長。1963年，自東京大學退休。擔任京都女子大學教授。